# EHC Munich
L'EHC Munich (EHC München en allemand) est un club professionnel allemand de hockey sur glace basé à Munich, qui évolue dans la DEL, le championnat élite.

## Historique

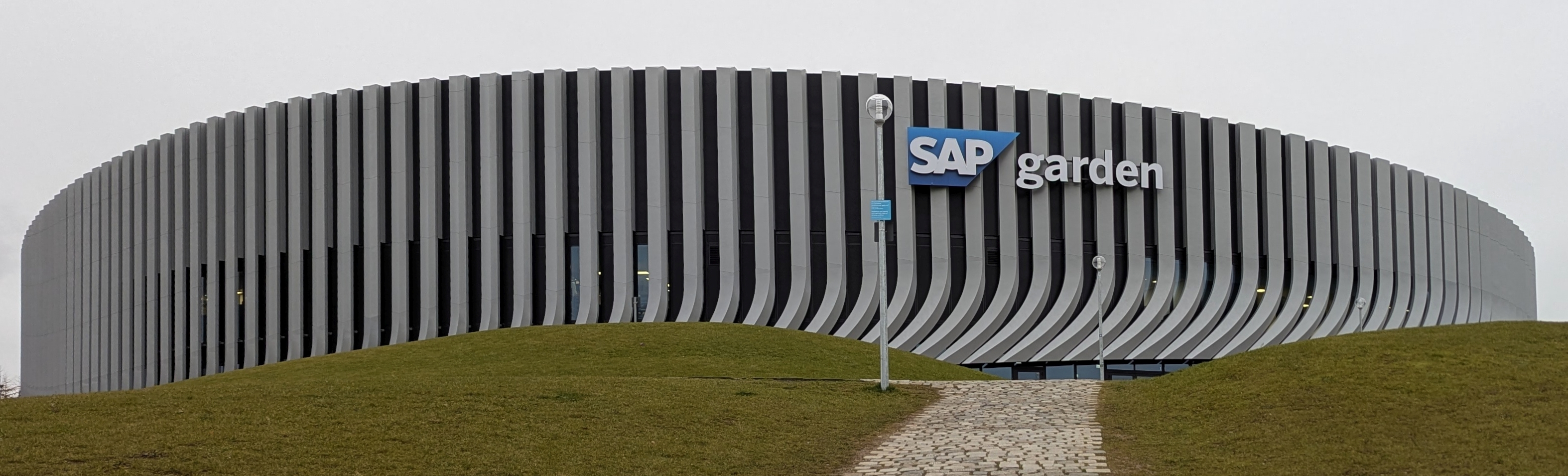
SAP Garden.

L'histoire du club débute en 1883 avec la fondation du Münchner Eislaufverein. En 1965, ce club continue sous le nom FC Bayern Munich e. V. (FC Bayern München e. V.), à la suite d'une association avec le FC Bayern jusqu'en 1969. En 1970, le EHC 70 Munich e.V. (EHC 70 München e.V.) est créé, renommé EC Hedos Munich (EC Hedos München) en 1982. Celui-ci dure jusqu'en 1994, année où il remporte le titre de champion d'Allemagne, mais est en déficit financier.
À la création de la Deutsche Eishockey Liga, le club devient les Maddogs de Munich (Maddogs München) mais il fait faillite après 27 matchs joués.
Le club actuel est créé en 1998 sous le nom de EHC 98 Munich (EHC 98 München). En 2002, l'équipe est renommée EHC Munich (EHC München). En 2005, il est promu en 2. Bundesliga, et en 2010 en DEL.
À la suite de grosses difficultés financières, le club cherche un nouveau gros sponsor en 2012. En raison de l'échec de la campagne, c'est finalement l'entreprise autrichienne Red Bull qui est choisie. Elle rachète même toutes les parts du club l'année suivante.

## Anciens joueurs

### Palmarès
- Vainqueur de la DEL : 2016, 2017, 2018, 2023.
- Vainqueur de la 2. Bundesliga : 2010.